# みきつきみ
みき つきみは日本の絵本作家。本名は内藤圭二。

## 来歴
神奈川県横浜市出身。金沢大学文学部行動科学科を卒業した。
デビュー作の『どんぶら　どんぶら　七福神』刊行の時点では読売広告社に勤務していた。
コピーライター・クリエイティブディレクターとして、ギャラクシー賞、・消費者のためになった広告コンクール・日本産業総合広告展などの広告賞の受賞歴がある。

## 著書
- 『どんぶら どんぶら 七福神』こぐま社、2011年
- 『十二支のしんねんかい』こぐま社、2012年
- 『あのほし なんのほし』こぐま社、2014年